# Bola de Escribir Malling-Hansen

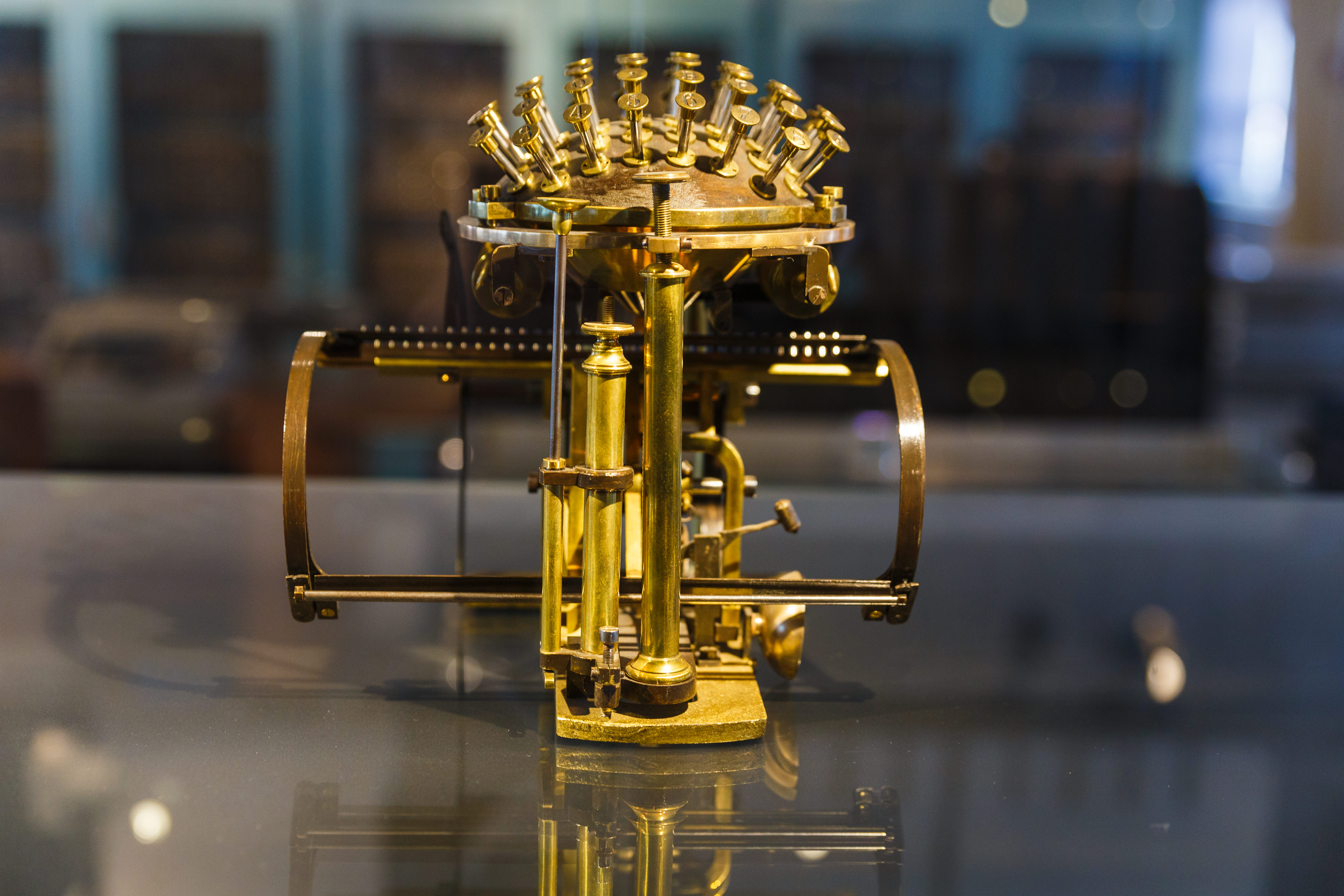

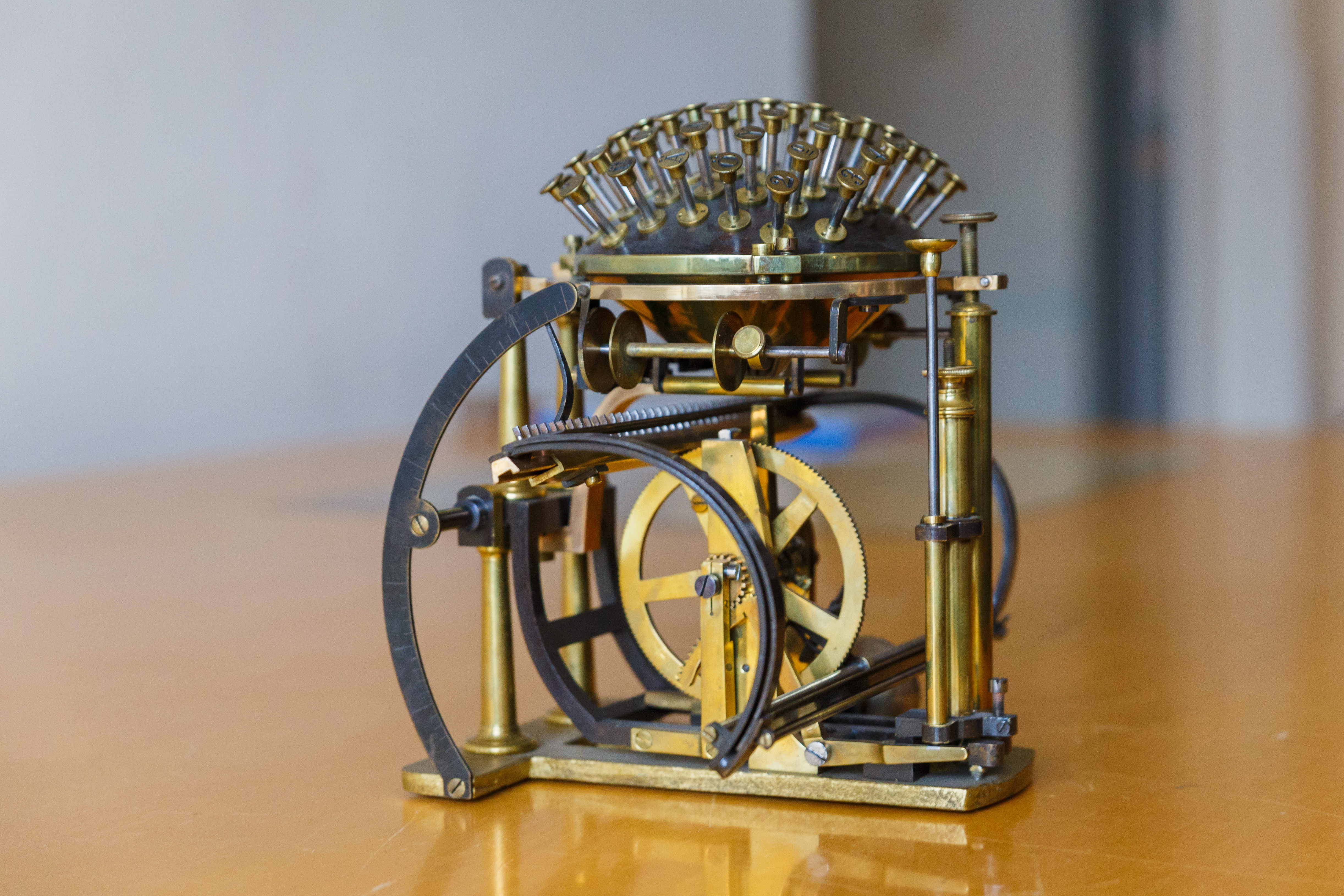
Imágenes de la Bola de Escribir Malling-Hansen en el museo Technische Sammlungen Dresden de Alemania.

La Bola de Escribir Malling-Hansen (en danés: skrivekugle) fue una de las primeras máquinas de escribir, inventada y patentada en 1865, en 1870 se convirtió en la primera máquina de escribir producida comercialmente en el mundo.

## Diseño

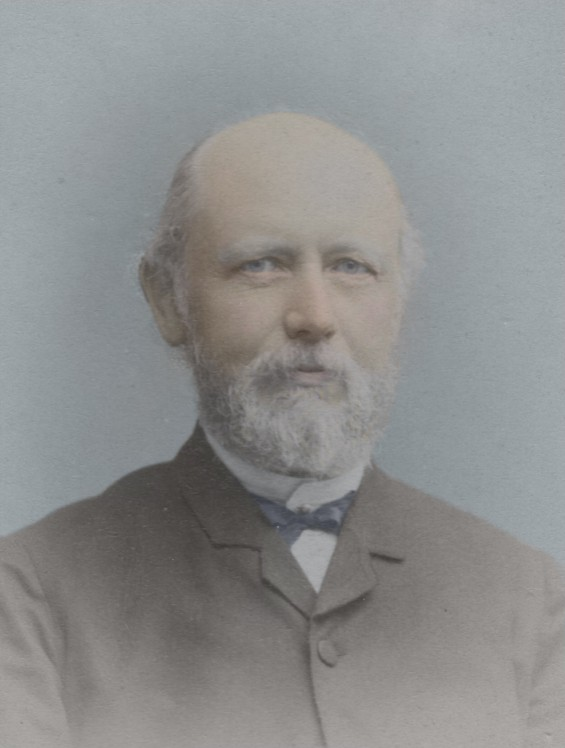
Rasmus Malling-Hansen en 1890

Fue inventada en 1865 por el reverendo Rasmus Malling-Hansen (1835-1890), director del Instituto Real para Sordomudos de Copenhague, como una combinación de diseño inusual e innovaciones ergonómicas: su característica distintiva era una disposición de 52 teclas en un gran hemisferio de latón, que hacía que la máquina pareciera un alfiletero de gran tamaño.
En el libro Hvem er Skrivekuglens Opfinder, escrito por la hija de Malling-Hansen, Johanne Agerskov, se describen los experimentos de este con un modelo de su bola de escribir hecha de porcelana. Probó diferentes posiciones de las letras en las teclas, para encontrar la posición que permitiera escribir a la mayor velocidad. Terminó colocando las letras más frecuentemente utilizadas para ser tocadas por los dedos que escriben más rápido, y también colocó la mayoría de las vocales a la izquierda y las consonantes a la derecha. Esto, junto con los pistones cortos que atravesaban directamente la bola, hacía que la velocidad de escritura de esta fuera muy rápida.
Como la mayoría de las máquinas de escribir de principios del siglo XIX, no permitía ver el papel mientras pasaba por el dispositivo.

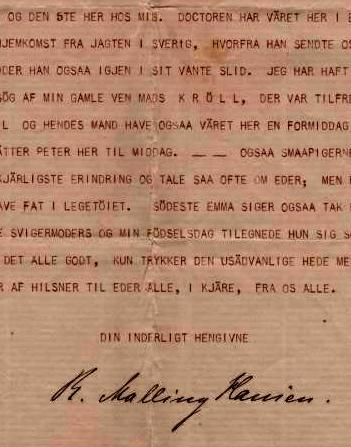
Una muestra de una carta escrita por Rasmus Malling-Hansen en 1872 a su hermano Jørgen en una bola de escribir.

### Primeros diseños

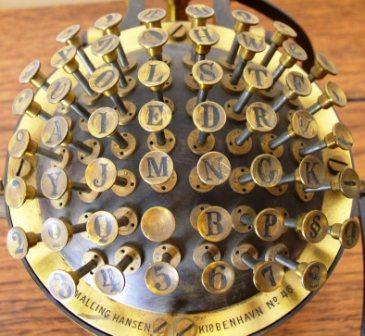
Imagen del teclado de una bola de escribir

Los primeros modelos escribían sobre un papel unido a un cilindro, que podía moverse tanto rotacionalmente con el cilindro como longitudinalmente a lo largo de éste, lo que permitía al usuario formatear y espaciar las letras manualmente. El usuario fijaría un trozo de papel blanco y una hoja de papel de color al cilindro por medio de varios clips. Estos modelos también incluían un electroimán para la bola que controlaba tanto el movimiento como la manipulación de la máquina de escribir, convirtiendo así la máquina de Malling-Hansen en la primera máquina de escribir eléctrica. Este electroimán era alimentado por una batería de 10 o 12 celdas y controlaba un mecanismo de escape mecánico en el mecanismo de relojería de la máquina de escribir, moviendo el carro una cantidad fija cada vez que se presionaba uno de los pistones.

### Mejoras

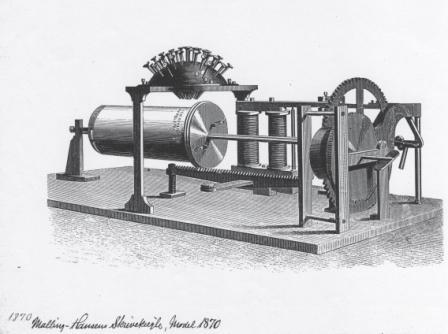
Modelo de 1870

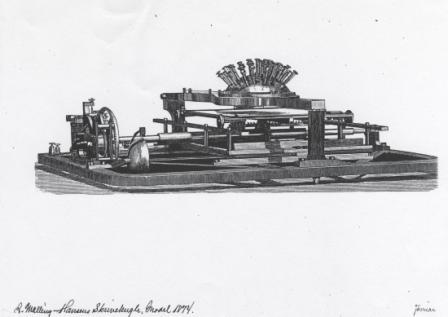
Modelo de 1874

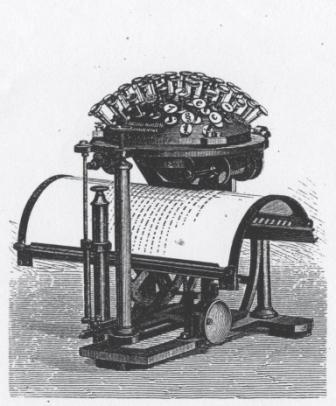
Modelo de 1878

Malling-Hansen realizó varias mejoras en su invento durante las décadas de 1870 y 1880, y en 1874 patentó el siguiente modelo, en el que el cilindro fue reemplazado por un marco de papel mecánico plano. La batería electromagnética todavía se utilizaba para mover el papel a medida que la Bola escribía sobre él, y el diseño conducía a una menor posibilidad de error. Malling-Hansen mejoró aún más su diseño y creó un marco semicilíndrico para sostener una hoja de papel. Este modelo más conocido fue patentado por primera vez en 1875, y en él la batería fue reemplazada por un escape mecánico. Todas estas mejoras dieron como resultado un aparato de escritura más simple y compacto.

## Venta y uso popular
Se exhibió en la gran exposición industrial de Copenhague en 1873, en la exposición mundial de Viena en 1873 y en laExposición Universal de París. A lo largo de la década de 1870 ganó varios premios.
Se vendió en muchos países de Europa y se sabe que todavía se utilizaba en oficinas de Londres en 1909, pero debido a su producción artesanal, fue superada en el mercado por la máquina de escribir Sholes and Glidden producida en masa, que E. Remington and Sons comenzó a fabricar en 1873.
Malling-Hansen también inventó en 1872 una máquina de escribir de muy alta velocidad para taquigrafía, llamada Takygraf, y una técnica de copia llamada Xerografi.
Algunas en bastante buen estado se han vendido por cientos de miles de euros en subastas, aunque hoy en día existen muy pocas.

## Literatura
En 1881, cuando tenía serios problemas de visión, el filósofo Friedrich Nietzsche quiso comprar una máquina de escribir para poder seguir escribiendo, y se sabe, por cartas a su hermana, que estuvo personalmente en contacto con «el inventor de la máquina de escribir, el señor Malling-Hansen de Copenhague». Le mencionó a su hermana que había recibido cartas y también una postal mecanografiada como ejemplo. Nietzsche recibió su bola de escribir en 1882 directamente del inventor, Rasmus Malling-Hansen, en Copenhague, Dinamarca. Era el modelo más nuevo, el portátil, alto, con cinta de color, número de serie 125, y se sabe que varios textos mecanografiados fueron escritos por él en ella (aproximadamente 60). Se sabe que Nietzsche también estaba familiarizado con el modelo más nuevo de E. Remington and Sons (modelo 2), pero quería comprar una máquina de escribir portátil, por lo que optó por comprar la bola de escribir Malling-Hansen, ya que este modelo era ligero y fácil de transportar. Desgraciadamente, Nietzsche no quedó totalmente satisfecho con su compra y nunca llegó a dominar el uso del instrumento. Se han propuesto diversas teorías para explicar por qué Nietzsche no hizo mayor uso de ella. Por ejemplo, el filósofo Rüdiger Safranski indica que esta era «defectuosa». Una nueva investigación indica que Nietzsche no era consciente de que su problema al usar la máquina había sido causado por un daño en la misma durante el transporte a Génova en Italia, donde vivía en ese momento, y cuando recurrió a un mecánico que no tenía habilidades para reparar máquinas de escribir, el hombre la dañó aún más. Nietzsche afirmó que sus pensamientos estaban influenciados por el uso de una máquina de escribir («Nuestros instrumentos de escritura contribuyen a nuestros pensamientos», 1882). Como señaló un investigador, «el interés de Nietzsche por la retórica y su experiencia con la máquina de escribir enmarcaron su comprensión del lenguaje de una manera altamente simbólica: las tradiciones de la filosofía del lenguaje versus las condiciones científicas y tecnológicas del conocimiento». El 16 de febrero de 1882, incluso escribió un poema sobre su bola de escribir.